# فضولي (صفة)
الفضولي في عرف الفقهاء هو من يتصرف في حق الغير بدون إذن، ولا ولاية

## صحة عقد الــفضولي
```
إذا تصرف الفضولي في شيء ليس له كأن يُزوّج من لم يأذن له في الزواج، أو يبيع أو يشتري ملك الغير بدون تفويض، فقد اختلف 
الفقهاء
 في صحة تصرفه فقال 
الحنفية
  
والمالكية
 إن تصرفات الفضولي تقع منعقدة صحيحة، لكنها موقوفة على إجازة صاحب الشأن الذي له الاختيار، إما أن يقبل بتصرف الفضولي، وإمّا أن يرفضه ويصبح باطلاً.
[
2
]
 ودليلهم على ذلك أن النبي صلّى الله عليه وسلم أعطى 
عروة البارقي
 ديناراً ليشتري له به 
شاة
 فاشترى شاتين  
بالدينار
، وباع إحداهما بدينار، وجاء للنبي صلّى الله عليه وسلم بدينار وشاة، فقال له «بارك الله لك في صفقة يمينك»، فشراء الشاة الثانية وبيعها لم يكن بإذن النبي عليه الصلاة والسلام، وهو عمل فضولي جائز بدليل إقرار الرسول له. وقال 
الشافعية
  
والحنابلة
 
والظاهرية
  إنّ تصرف الفضولي باطل، لا يصح ولو أجازه صاحب الشأن؛ لأن الإجازة تؤثر في 
عقد
 موجود، وهذا العقد لا وجود له منذ نشأته، فلا تُصيّره الإجازةُ موجوداً. واستدلوا 
بحديث
 «لا تبع ما ليس عندك»،  أي ما ليس مملوكاً لك.
[
3
]
```

## الفضولي في القانون
وافق القانون المدني العراقي ،رأيَ الحنفية والمالكية، كما وافق على ذلك القانون المدني السوري وطبق القانون السوري عليها قواعد الوكالة إذا أقر رب العمل ما قام به الفضولي (م191)، لكنه حصر الفضالة بقيام الفضولي بشأن عاجل لشخص آخر، كما يفهم من تعريفها (م 189): «الفضالة: هي أن يتولى شخص عن قصد القيام بشأن عاجل لحساب شخص آخر، دون أن يكون ملزماً بذلك».

## أنتَ فُضوليّ
ذكر ابن عابدين أنّ الْقَائِلَ لِمَنْ يَأْمُرُ بِالْمَعْرُوفِ: أَنْتَ فُضُولِيٌّ يُخْشَى عَلَيْهِ الْكُفْرَ؛ لِأَنَّ الْأَمْرَ بِالْمَعْرُوفِ وَكَذَا النَّهْيَ عَنْ الْمُنْكَرِ مِمَّا يَعْنِي كُلَّ مُسْلِمٍ، وَإِنَّمَا لَمْ يَكْفُرْ القائل «أنت فضولي» لِاحْتِمَالِ أَنَّهُ لَمْ يُرِدْ أَنَّ هَذَا فُضُولٌ لَا خَيْرَ فِيهِ بَلْ أَرَادَ أَنَّ أَمْرَك لَا يُؤَثِّرُ أَوْ نَحْوَ ذَلِكَ.